# Andrew Ronald Mitchell
Andrew Ronald Mitchell, genannt Ron Mitchell (* 22. Juni 1921 in Dundee; † 22. November 2007 ebenda), war ein britischer angewandter Mathematiker.

## Leben
Mitchell war der Sohn eines Schmieds und wuchs in Dundee auf. Er gewann 1938 ein Stipendium für das Mathematikstudium am University College in Dundee, der späteren University of Dundee (damals aber noch zur Universität St. Andrews gehörig). 1942 machte er seinen Abschluss mit Bestnoten und war im Zweiten Weltkrieg beim Luftfahrtministerium, wo er unter anderem gefangene deutsche Luftwaffen-Piloten verhörte. Während seines Studiums und in den 1940er Jahren spielte er auch Fußball, sogar einige Male für Chelsea und bis 1955 halbprofessionell für einige schottische Clubs (und nochmals 1966 in Moskau in einer Weltauswahl gegen ein Moskauer Team anlässlich des Internationalen Mathematikerkongresses). 1946 wurde er Assistent Lecturer an der St. Andrews University, wo er 1950 bei Daniel Edwin Rutherford promoviert wurde (Relaxation methods in compressible flow). Er wurde Lecturer in St. Andrews und 1967 Professor für Numerische Analysis an der University of Dundee (die sich 1967 von St. Andrews abgespalten hatte). 1965 begründete er mit Mike Osborne (Edinburgh) internationale Konferenzen über numerische Analysis in St. Andrews und später Dundee.
Er befasste sich mit numerischer Lösung partieller Differentialgleichungen (finite Differenzenmethoden einschließlich Differenzenverfahren höherer Ordnung, Finite Elemente Methoden ab den 1960er Jahren, Relaxationsmethoden).
Zu seinen 27 Doktoranden gehören Graeme Fairweather, Jack Lambert, Sandy Gourlay und James D. Murray.

## Schriften
- mit Richard Wait The Finite Element Analysis in Partial Differential Equations, Wiley 1977
- mit David F. Griffiths The Finite Difference Method in Partial Differential Equations, Wiley 1980